# 마기의 등장인물 목록
마기의 등장인물 문서에서는 《마기》에 등장하는 등장인물과 캐릭터를 서술한다.

## 등장인물 목록
성우는 “일본어판 / 한국어판”순서이다.

### 주요 인물
알리바바 사르쟈(일본어: アリババ・サルージャ 아리바바 사루자[*])
성우 - 카지 유우키, 타무라 무츠미(어린 시절) / 최승훈, 김영은(어린 시절)
주인공과 영웅. 미궁 공략을 목표로 하고 있는 소년. 이름의 유래는 《알리바바와 40인의 도적》의 알리바바. 17세. 살찌기 쉬운 체질. 담배가 약하고, 술 때문에 여러 번 낭패를 당하고 있다. 또한, 인기없는 것을 약간 신경 쓰고 있다.
옳다고 생각한 것을 하고야 마는 완고한 성격으로 언제나 필요 이상으로 짊어지지 않아도 책임을 혼자서 지려고 한다. 사람들을 위해 자신의 모든 것을 바쳐 무언가를 이루고자 하는 마음 상냥한 소년이고, 그러한 면이 알라딘에게 왕의 그릇으로 발견된다.
포도주를 운반하는 운전사였지만, 업무 중에 큰 빚을 지고 갚기 위해 알라딘과 함께 제7미궁 아몬을 공략한다. 미궁 탈출 후 알라딘과 헤어지게 된다. 미궁 공략을 통해 얻은 보물의 대부분을 티샨 영주의 지배하에 있던 노예 해방과 향후의 생활 보장을 위해 사용하고, 고향 바르바드로 떠난다.
빈민가 출신이지만, 사실 바르바드 선왕과 시녀 사이에 태어난 제3왕자. 어머니의 사후 왕에게 거두어져, 장차는 적자의 보좌역이 되도록 어학, 검술, 경제학 등을 비롯한 다방면에 걸쳐 철저한 제왕학 교육을 받고 자랐다. 따라서 바르바드 지방의 왕궁검술을 습득하고, 트란어를 읽을 수 있다. 그러나 병상에 있던 국왕의 죽음과, 그것을 초래한 사건의 책임을 느끼고 하야하여, 현재에 이른다. 던전공략자로서 불의 진 아몬을 얻어 불의 능력을 쓸 수 있게 되었다. 바르바드에서 죽마고우인 카심을 죽이는 아픔을 겪지만, 카심과의 정신융합으로 카심을 마음에 담아두게 된다. 이후 마고이의 종류가 두가지가 되어 마고이 컨트롤에 어려움을 겪지만, 뢰엠제국의 검투사 생활을 하면서 극복을 하게 된다.
아몬(일본어: アモン)
성우 - 시바타 히데카츠 / 유해무
알리바바가 알라딘과 함께 최초로 던전 공략에 성공했을 때 얻은 진. 미궁이 무너질 때, 알리바바의 단검 속에 들어갔으며, 그 뒤로 알리바바에게 큰 도움들을 주고 있다. 나이가 굉장히 많이 들어보이며, 때때로 이상한 소리를 하기도 한다. 불 속성의 힘을 가지고 있다.
알라딘(일본어: アラジン 아라진[*])
성우 - 이시하라 카오리 / 김율
주인공. 거대한 진이 깃든 피리를 가진 수수께끼의 소년. 이름의 유래는 《알라딘》의 알라딘. 매우 약한 겉모습이지만 그 정체는 왕을 인도하는 위대한 마법사 "마기"이다. 정작 본인은 그 사실을 모른체 다른 진이 숨어있는 금속기를 찾아 여행을 하고 있다. 순진하고 순수하지만 신중한, 싸움을 좋아하지 않는 성격. 외형대로 아이인지 의심될 정도로 남성적인 욕망에 충실하여 "부드럽고 가슴 큰 미인 언니"들을 좋아한다. “~한 일이니?(～なのかい? 나노카이[*])”, “~하렴(～しておくれよ 시테오쿠레요[*])” 등과 같이 조금 어른스러운 말투를 가졌다. 마기답게 방대한 마고이량을 자랑해, 지팡이를 매개로 루프가 가지는 마력을 모아 공격에 이용하거나, 피리에서 진 우고를 구체화시키는 등의 능력을 가지고 있다. 머리에 두른 터번을 풀면 '하늘을 나는 양탄자'가 되어 그것을 타고 날 수 있다. 마력의 형태는 빛나는 흰 나비와도 같다. 마법 사용에는 소위 '뱃심'이 필요하다. 알 사멘으로부터 "솔로몬의 대행자"라는 이름으로 불리고 있다. 보통 사람과 달라서 원래 가족이 없으며, 자신이 어떠한 존재인지 모르기 때문에 알고 싶어한다. 바르바드 편에서 쥬다르와의 전투로 우고가 자신의 진이 아닌 솔로몬의 진이란 것을 알게 되고, 성궁안에서의 우고와 마지막 작별을 하게 된다. 바르바드전 후에 알리바바, 모르지아나와 함께 신드리아로 가 한 동안 신밧드의 보살핌을 받다가 알리바바, 모르지아나, 황제국왕자 연백룡과 합세해 새로운 던전 자간 클리어에 나선다. 자간에서 알 사멘을 만나 격돌 시 검은 진의 존재의의에 대해 한 발짝 다가가 알 사멘의 정체를 알고 싶어한다. 자간에서 만난 매그노슈탓트에 의해 멸망한 전 무스타심 왕국 공주로 인해(매그노슈탓트는 원래 무스타심왕국의 마법기관학교) 매그노슈탓트의 학생이 되기를 희망해 매그노슈탓트로 홀로 떠난다. 매그노슈탓트에서 마도사와 비마도사를 철저히 구분짓는 사상에 회의를 느끼지만, 중간에 황제국, 뢰엠제국의 침공으로부터 일시적으로 매그노슈탓트를 지켜준다. 이 과정에서 매그노슈탓트의 학장 모가메트가 분개하여 자신이 개발한 검은 진을 풀어놓는 바람에, 알마트란과 세상의 경계가 무너져 큰 혼란이 빚어진다. 혼란을 막으려는 과정중 자신과 연옥염이 알마트란 세계의 왕 솔로몬의 마기였다는 사실을 알게된다.
적마도사에 속한다.
우고(일본어: ウーゴくん 우고군[*])
성우 - 모리카와 토시유키 / 구자형
알라딘과 친한 친구이자, 알라딘과 계약한 푸른 몸의 진. 하지만 원래는 알라딘이 아닌 솔로몬의 진이었기 때문에 쥬다르와의 전투에서 솔로몬에게 받은 마고이를 모두 사용하여 본래위치인 성궁으로 돌아가게 된다.
애니메이션 판에서는 알라딘의 피리 속에서 우고의 몸이 나오는 것처럼 묘사하였으며, 원작에서는 알라딘과 우고가 몸이 합해지는 듯한 것처럼 묘사가 되었다.
모르지아나(일본어: モルジアナ 모루지아나[*])
성우 - 토마츠 하루카 / 이현진
수렵 민족 파나리스 출신의 빨간 머리의 소녀. 이름의 유래는 《알리바바와 40인의 도적》에 등장하는, 알리바바를 섬기는 여자 노예 모르지아나. 알라딘에게서는 모르씨(モルさん 모루상[*])이라고 불린다. 처음에는 무표정, 무뚝뚝했지만, 노예 신분에서 해방된 후에는 표정이 조금씩 풍부해지고 있다.
처음 알라딘 일행과 만났을 때는 그녀는 쟈미르의 노예였기 때문에, 알라딘을 공격하거나 심지어 알리바바를 쟈미르의 명령으로 인해 죽일 뻔했던 적도 있었다. 어릴 때부터 심어진 트라우마로 인해서인지 쟈미르의 명령을 거역하거나, 쟈미르에게서 도망치는 것을 무리, 불가능이라고 생각해왔다.
외형은 보통의 소녀이지만, 원거리에서도 즉시 상대에게 접근하거나, 수직벽 마저 뛰어 오르는 것이 가능한 강인한 각력. 각력에는 미치지 못하지만, 힘도 상당하다. 알리바바에 의해 해방 된 후에도 어릴 때부터 심어진 트라우마로 고생한 적도 있었다. 하지만 트라우마는 어느정도 극복한 것으로 보인다. 알리바바가 티샨을 떠난 뒤, 고향 카타르고를 목표로 여행을 시작한다. 던전 자간 공략 중에 알리바바의 권속의 힘을 갖게 되어 쓸 수 있게 된다. 태생적으로 마고이가 얼마 없기 때문에 권속능력은 자제하는 편.
미궁 자간 공략 중 일행이 추락할 때 모두의 곁으로 날아 갈 수 있는 날개를 원하며 권속기의 힘에 각성한다. 그 결과, 자신의 권속기를 자유자재로 사용할 수 있게 된다.

### 티샨(チーシャン)
제7미궁의 출현 이후, 그 공략을 목표로 모험자들이 모여 발전한 오아시스 도시.
쟈미르(일본어: ジャミル 자미루[*])
성우 - 스와베 쥰이치 / 최지훈
티샨의 영주. 왕의 풍채를 가진 미청년이지만, 실제로는 오만하고 비뚤어진 성격. 왕족은 아니지만 지배 계급으로 성장했기 때문에 대충의 검술을 습득하였다. 사람을 노예 취급하는 것을 좋아한다. 10년 전, 선생님이라고 부르는 사람에게서 마기가 올 것이라는 예언을 들었기 때문에, 언젠가는 미궁을 공략하고 왕이 되겠다는 야심을 품고 있다. 제7미궁에 들어간 알라딘을 예언된 마기라고 생각하고(실제 그 마기는 쥬다르였다), 스스로도 많은 노예를 거느리고 미궁 공략에 나서지만, 모르지아나와 고르타스 외의 다른 노예는 잃는다. 알라딘을 인질로 하고도 알리바바의 꾀임에 넘어가 궁지에 빠지지만, 보물방에 나타난다. 그러나 모르지아나의 움직임을 마력탄으로 봉인한 알라딘에게 "그렇게 대단한 사람이 아닌 것 같다"는 말을 들고 유아 퇴행을 일으켜 고르타스에 실려 가면서 아몬의 안쪽으로 사라진다.
고르타스(일본어: ゴルタス 고루타스[*])
성우 - 카츠누마 키요시 / 이장원
타밀이 아몬에 데리고 들어간 노예 중 한 명. 왼쪽 눈에만 구멍이 뚫린 철판 모양의 가면을 착용한 거인. 황아족 출신으로 부족 특유의 빨간 털 장식이 된 칼을 가졌다. 과거에 입은 부상 때문에 그다지 말을 할 수 없게 되었다. 타밀의 명령으로 사람을 죽인 일이 많아서 그 죄의식때문에 아몬 탈출을 거부하면서 모르지아나에게 고향에 돌아가라고 말하고 그녀의 족쇄를 끊고 붕괴된 아몬 속으로 타밀을 데리고 사라진다.

### 황아일족(黃牙一族)
몽골 풍의 민족. 유목 등을 생업으로 생활하고 있는 기마 민족이며, 전사는 말의 기동력을 살린 높은 전투 능력을 가지고 있으며 또한 독특한 검을 들고 있다. 할머니(바바)는 "초원에서 우리에게서 벗어날 수 있는 사람은 없다"고 말했다. 고르타스나 도르지라는 이름이 많다. 전사뿐만 아니라 이 민족의 사람들은 검으로 베어도 좀처럼 죽지 않는 등 대체로 신체적으로 튼튼한 편이며, 따라서 여자 아이를 중심으로 몇번이나 노예 사냥의 대상이 되고 있다. 한때 가장 번창한 기마 민족으로, 초대 대왕 차간 칸이 세운 대황아제국(大黄牙帝国)은 역사상 최대의 제국이었다. 차간 칸은 마기였으며 미궁 공략을 한 후 막강한 힘을 얻었다는 전설이 있다.
할머니(일본어: ババ 바바[*]), 챠간 샤먼(일본어: チャガン・シャマン 자간 샤만[*])
성우 - 사와다 토시코 / 최문자
황아족 100여 명의 촌락 우두머리를 맡고 있는 할머니. 황아족 제155대 대왕의 손녀. 상당한 고령이어서 장님이지만, 루프를 볼 수 있기 때문에 주변 상황을 파악할 수 있다. 마법사이지만, 체내의 마력은 적어서 계급은 점술사 정도. 마을 사람들로부터 할머님(ババ様 바바사마[*])이라고 불리며 존경을 받고 있다.
여재의 책략에 의해 야습을 받았지만, 최후에 자신의 목숨을 걸고 가문의 폭주를 멈추었다. 유품인 지팡이는 알라딘이 사용하고 있다.
도르지(일본어: ドルジ 도루지[*])
성우 - 콘도 타카유키 / 현경수
황아족 전사. 산자락에 쓰러져 있던 알라딘을 보호했다. 토야에게 호의가 있다. 황아족 전사임을 자랑스럽게 생각하고 있다. 유년기에는 토끼도 무서워하는 겁쟁이였지만, 지금은 한 사람의 전사로 성장했다.
재등장할 때에는 백영의 뜻에 공감하여 황아권속부대의 기마대장이 된다.
토야(일본어: トーヤ 도야[*])
성우 - 칸다 아케미 / 김새해
평화를 바라는 황아족의 소녀. 할머니의 손녀. 도르지의 소꿉 친구. 정신을 잃고 있던 알라딘을 간호 해 주었다. 노예 사냥을 당할 뻔 했으나, 도르지에 의해 구출된다.
보얀(일본어: ボヤン)
황아족 청년. 도르지 또래 친구들 중 가장 재미있는 사람에 그치고 만다. 도르지와 함께 토야가 사냥당하는 것을 막았다.

### 황 제국(煌帝國)
극동에서 시작되어 급히 성장한, 제정시대의 중국 풍의 나라. 얼마 전까지만 해도 극동의 작은 나라였으나, 쥬다르의 힘을 빌려 몇 년 만에 광대한 중원을 평정했다. 많은 주변 소국들에 미궁 공략자들을 보내어 침략하고 있다. 최근에는 미궁괴물군단도 만들었다.
연백영(일본어: 練白瑛, 렌하쿠에이)
성우 - 미즈키 나나 / 배정미
황 제국 초대 황제의 제1황녀. 미궁 공략자. 서방정벌군의 장군이지만, 평화주의적인 생각때문에 일부 부하로부터 신뢰를 얻지 못하고 있다. 백룡의 친누나이다. 장군이라는 입장과 평화를 바라는 마음 사이에서 갈등하고 괴로워하면서도, 올바른 힘과 마음을 가진 주인이 세상을 하나로 통일하여 모종의 이변을 막고 아무도 죽지 않는 세상을 만들려 한다. 이는 부친이 침략한 나라의 패잔병에게 보복당해 살해당했기에 무력에 의한 일시적인 지배는 언젠가 더 큰 복수를 부른다고 생각하기 때문이다. 알라딘은 숭고한 이상으로 사람의 마음을 붙잡고자 하는 백영 주위의 루프가 놀라울만큼 망설임이 없다 평한다.
21세 → 22세 → 23세. 신장 169cm, 체중 54kg. 취미는 바느질이며 싫어하는 음식은 없다.
좋아하는 타입은 강한 남성. 싫어하는 타입은 대화를 하지 않는 사람.
파이몬(일본어: パイモン)
성우 - 오오하라 사야카 / 윤미나
광애와 혼돈으로 빚어진 진이며 백영과 계약한 진. 굉장히 야한 차림을 하고 있는 여성 진이다. 굉장히 활발하며 적극적인 성격이다. 속성은 바람이다.
이청순(일본어: 李青舜, 리세이류)
성우 - 세토 아사미 / 이현진
백영의 부하이며 권속. 백영과 함께 미궁을 공략했다. 쌍검술을 자랑하고 권속기 쌍월검을 다룬다.
17세 → 18세. 신장은 158cm. 취미는 시음(詩吟)
자신의 작은 키(158cm)가 콤플렉스라고 생각하고 있으며, 연하인 연백룡이 자신의 키를 넘어선 것을 신경쓰고 있다.
연홍옥(일본어: 練紅玉, 렌코교쿠)
성우 - 하나자와 카나 / 이용신
제8황녀. 미궁 공략자. 진의 금속기를 사용하며, 마장도 습득하고있다. 아부마드와 정략 결혼하기 위하여 바르바드에 왔으나, 신드바드에게 한 눈에 반했다. 신드바드가 첫 사랑이였지만 마음을 접기로 마음 먹은 듯.
쥬다르에게 아줌마라고 불린 적이 있다.
어머니가 매춘부였기 때문에 지위가 높지 않아 정치적 결정권은 강하지 않았다.
17세 → 18세 → 19세. 신장은 163cm. 특기는 검술. 취미는 멋내기. 약점은 친구 만들기라고 한다.
알라딘과 쥬다르의 승부 도중 등장하였고, 알라딘의 우고를 소멸시켜버린 탓에 악역 취급을 받은 적이 있었다.
그러나 나중에는 알리바바와 친구 관계를 맺는 듯 하다.
뷔네아(일본어: ヴィネア)
홍옥의 머리장식형 금속기에 들어있는 홍옥과 계약한 진. 아직 그 모습을 다 드러내진 못했지만, 인어를 닮은 듯한 형상인 듯하며(연홍옥을 진처럼 변형시키려다가 신드바드에게 저지당했다.),물 속성 힘을 가지고 있다.
하황문(일본어: 夏黄文, 카코분)
성우 - 스즈무라 켄이치 / 전태열
홍옥의 심부름꾼으로, 그녀가 어릴 때부터 섬겨왔다. 황 제국 북건주의 추운 마을에서 태어나 과선 시험을 우수한 성적으로 돌파하고 관리로서 등용된다(그 때문인지 권력욕이 굉장히 강하며,이 때문에 여러 사람들을 엄청난 일들에 빠지게 하기도 한다.). 늘 홍옥과 같이 다니고 있으며, 홍옥을 도와 미궁 공략을 하기도 했다.
25세 → 26세. 신장은 183cm. 취미는 출세. 얼굴에 안경과 같은 특징적인 문신 때문인지 쥬다르에게 안경이라고 불린다.
연백룡(일본어: 練白龍, 렌하쿠류)
성우 - 오노 켄쇼 / 신용우
황 제국 초대 황제의 황태자이자 금상황제의 제4황자(양자). 백영에게는 친동생이 된다. 창(청룡언월도 비슷함)을 사용한다. 원래 위에 친형 둘이 더 있었으나 알사멘의 공격으로부터 백룡을 구하고 목숨을 잃었다. 백룡의 얼굴의 흉터도 그때 생긴 것.
16세 → 17세 → 18세. 신장 165cm → 169cm. 체중은 58kg. 취미는 요리. 좋아하는 타입은 늠름한 여성이며 싫은 타입은 불성실한 사람.
연백영을 매우 신뢰하고 있으며, 어릴 때부터 연백영을 따르며 자라왔다.
오드아이가 특징.
신드리아로 유학을 오는데, 신드리아 왕국에 유학 온 것은 황 제국을 멸망 시키고 모친인 연옥염을 죽일 때 신드리아의 협력을 구하기 위해서였으나, 신드바드는 동조하지 않으며 바깥 세계와 그 곳에 사는 다양한 사람들에 대해 배우라고 권한다. 쥬다르가 이전부터 던전 공략에 나서자고 부추겼으나, 알 사멘과 연관된 그의 힘은 빌리지 않으려 했기에 신드리아에서 알리바바 일행과 던전을 공략하게 된다. 이후 진 자간을 손에 넣었지만, 알 사멘의 계략에 의해 팔을 잃어 목제 의수로 대신하고 있다. 당초 목표하던 진을 손에 넣은데다 신드바드의 협력 약속도 받았기에 목적을 달성하여 누나인 백영이 있는 천산고원으로 향한다. 도중까지 알라딘 일행과 함께하나, 대성모 해적단을 처벌하는 문제로 알리바바와 의견이 합치되지 못하자 홀로 떠난다. 이후 황제 연홍덕이 사망하자 귀국해, 모친인 연옥염을 황태후 폐하라 부르며 다음 황제로 지지하여 제국의 분열을 꾀한다.
쥬다르의 설득에, 쥬다르와 손을 잡은 듯 하다.
자간(일본어: ザガン)
성우 - 타카하시 히로키 / 김광국
청정과 충절로 빚어진 진이며 백룡과 계약한 진이다. 인간을 싫어하지만, 마기는 싫어하지 않는 듯 하다. 속성은 생명이다.
연홍염(일본어: 練紅炎, 렌코우엔)
성우 - 나카무라 유이치
금상황제의 제1황자. 차기 황제 유망주로 물망에 오른다. 신드바드에 버금가는 능력을 보유한 듯. 세 개의 금속기를 소지하고 있으며 신드바드에 이어 여러 미궁을 공략한 사람이다.
빨간 머리에 턱수염을 길렀으며, 단정한 얼굴 생김새를 한 남자.
평소에는 멍한 인상이지만, 세계의 구조나 본연의 자세 수수께끼에 관심이 많은 지적 호기심(지식욕)이 많다.
28세 → 29세. 신장 185cm이며 체중은 83kg. 취미는 역사의 연구. 좋아하는 음식은 매운 것. 싫어하는 음식은 달콤한 것.
좋아하는 타입은 현명한 여성. 싫어하는 타입은 게으름뱅이.
세계 정복을 목표로 하고 있는데, 이는 문자가 제각각이어도 언어는 하나인 이 세계에 의문을 느끼고 왕도 하나의 왕이어야 하지 않느냐고 생각하기 때문이다. 이런 생각의 계기는 왕의 그릇이란 무엇인지에 대해 생각하다 다른 세계가 언어의 다름으로 서로 이해하지 못하고 각자의 신앙, 사상, 왕을 옹립해 싸우다 멸망한 것을 알게 된 데서 비롯된다. 이세계가 하나의 언어를 갖게 된 것은 소통하지 못하고 분단되어 분란 끝에 자멸한 다른 세계와 같은 길을 가지 않기 위함이라고 생각한다. 그러기 위해서는 한 명의 왕이 세계를 다스려야 한다고 보는 것이다. 자신의 뜻이 옳음을 확신하지는 못하나, 하나의 세계에 형제들과 함께 가고 싶어하며 그러기 위해 세계를 다스리는 단 한명의 왕이 되려 한다.
연홍패(일본어: 練紅覇, 렌코우하)
성우 - 카키하라 테츠야
금상황제의 제3황자. 알라딘이 매그노슈탓트로 갈 때 도와준다.
미궁 공략자이며, 중성적인 외모를 한 소년이며 노출이 심한 의상을 입고 있다.
부분적으로 뻗은 머리띠를 섞은 독특한 빨간머리가 특징.
18세 → 19세. 신장 158cm. 체중 45kg.
취미는 미용이며, 좋아하는 타입은 개성적인 여성, 싫어하는 타입은 스스로 아무것도 하지 않는 사람.
매그노슈탓트 방문 이유는 항복 권고였으나 먹히지 않자 선전포고를 하고 군대를 이끌고 온다. 홍염을 무척 존경하고 따르며 염 형이나 염 왕으로 부르고 있다. 존경하는 형님과 친형제가 아니라 이복형제라는 것을 열등감으로 생각하고 있다. 시녀들에게 험하게 대하는 구석도 있으나, 힘을 얻기 위해 몸이 흉측하게 변한 그녀들을 거두고 그 삶의 자세를 높이 평가하며 예쁘다고 칭찬해 주기도 하기에 시녀들이 무척 따르고 있다. 시녀들 뿐 아니라 휘하의 부하들도 죄인 등, 사람들이 꺼리는 이들을 거두었기에 그들의 홍패에 대한 충성심은 대단하여 홍염이 아니라 홍패를 왕의 그릇이라 생각하고 있다.
쥬다르(일본어: ジュダル 쥬다루[*])
성우 - 키무라 료헤이 / 김영선
알라딘과 정반대의 성향을 가지고 있는, 알 사멘에 의해 세뇌당하고 타전한 어둠의 마기이며, 황 제국의 신관으로 있다. 마기이고, 마법기술이 뛰어나나 체력과 지력은 매우 낮은 편. 한때 우고에게 거의 죽을 뻔할 정도로 당했으나, 황 제국의 도움으로 다시 살아났다. 알라딘 일행과는 몇 번 조우한 적이 있으며, 그들에게 호감을 가지고 있는 듯 하다. 신드바드와는 오랜 면식이 있으며, 상당히 관심을 갖는 편. 수수께끼에 둘러싸인 신비주의의 인물.
풍성한 땋은 머리는 공기를 넣어서 그렇다. 헤어스타일의 모티브는 전갈. 옷은 여인들의 무희복을 입고있으며 눈화장을 한다. 짙은 복근은 신드바드의 권유로 직접 단련하여 만들었으나, 평균이하인 저질체력을 보면 정말 비주얼용인듯 하다.
18세 → 19세 → 20세. 신장은 173cm이며 체중은 60kg. 취미는 공중 산책.
좋아하는 음식은 복숭아이며 싫어하는 음식은 야채. 술은 복숭아주 밖에 안 마신다.
좋아하는 타입은 강한 녀석이며, 싫어하는 타입은 약한 녀석.
타전한 마기로, 검은 루프에게서 힘을 공급받고 있으며 배후에는 알 사멘을 두고 있다. 강대한 마고이 용량을 가지는 마기라고는 해도 복수의 마법을 동시에 태연히 사용하는 실력자이다. 우고조차도 이론밖에 이해하지 못한 마법을 단기간에 성공시키기도 했다. 어둠의 권속기 사용자들이 던전 공략에 나선 알라딘 일행을 습격했을 무렵, 신드리아에 나타나 재차 신드바드를 포섭하려 하나 뜻대로 되지 않자 선전포고를 한다. 이 때 자신도 알 사멘의 피해자라고 하며 태어난 직후 알 사멘이 부모를 살해하고 마기인 자신을 데려가 어린아이였을때부터 이용해왔다고 눈물을 흘리나, 이내 웃으며 그런 건 아무래도 괜찮다고 한다. 그러나 이후 백룡과의 벨리알 공략에서, 전의 신드바드에게 했던 말이 진심임이 드러난다. 마기로서 알 사멘과 연을 끊고 신드바드와 알라딘에게 가고 싶었고, 그것이 옳음을 알고있었으나 깊은 분노가 그것을 가로막았던것.
연옥염(일본어: 練玉艶, 렌교쿠엔)
성우 - 이토 미키
초대황제를 암살하고, 연백룡의 두 형을 태워죽였으며 두 번째 황제마저 계략으로 죽이고 결국 황제자리에 오른 불여우. 현재 황제국 최대의 흑막이며, 그 정체는 알마트란에서 세계를 멸망시킬 계획을 세웠던 솔로몬의 마기였다. 여인의 모습이고 전투모습을 보인적이 없어 약한 겉모습을 가지고 있지만, 전신마장상태의 연백룡의 공격에도 끄떡없고 오히려 반격을 한것을 보면 전투력은 상당한 수준인듯 하다.
48세 → 49세. 신장 159cm이며 체중 53kg.
실제 나이에 어울리지 않을 정도로 발랄함을 자랑한다.
정체는 이전 세계 알마 트란의 3명의 마기 중 하나.
연홍명

### 신드리아 왕국
신드바드(일본어: シンドバッド)
성우 - 오노 다이스케 / 김승준
신드리아의 국왕. 미궁 공략의 경력이 가장 많다. 진의 수는 무려 7명. 그만큼 실력도 굉장히 강하며, 8인장 중 쟈파르, 마스루르와 늘 같이 다니고 있다. 주색을 굉장히 밝히며, 늘 맹한 모습을 많이 보일때가 많다. 그러나 결혼은 하지 않고 있다.

#### 8인장
쟈파르/쟈화르(일본어: ジャファル)
성우 - 사쿠라이 타카히로 / 홍범기
신드바드를 따르는 8인장 중 제일 심복. 한때 신드바드를 살해하려 했으나, 지금은 신드바드를 굉장히 따르고 있다. 언제나 맹해있는 신드바드를 늘 챙겨주고 보살펴준다. 신드바드의 힘이 있어야 발동되는 권속기를 가지고 있다.
마스루르
성우 - 호소야 요시마사 / 현경수
신드바드를 따르는 8인장 중 제일 심복. 모르지아나와 똑같은 피나리스의 후예. 한때는 투기장의 검투사였으나, 지금은 신드바드를 따르고 있다.도중에 검투사를 그만 뒀기 때문에, 검술은 잘 못한다. 하지만 무술 실력이 엄청나다. 겉보기엔 굉장히 차갑고 어두워 보이지만, 사실 남을 잘 챙겨주고 도와주는 착한 심성의 소유자이다. 신드바드의 힘이 있어야 발동되는 권속기를 가지고 있다.
야무라이하
성우 - 호리에 유이 / 정미숙
신드바드를 따르는 8인장 중 한 명. 굉장히 귀엽고 깜찍한 외모와는 달리, 굉장히 터프하고 과격한 성격을 가지고 있다. 신드바드의 부탁을 받아서 알라딘에게 마법을 가르쳐 준다. 마법이야말로 최고라고 생각하고, 검술이 최고라고 생각하는 샤를르칸과는 견원지간이다. 매그노슈탓트(전 무스타심 왕국)출신의 천재마법사로 신드바드의 어떠한 방법으로 학교에서 빼내져 현재 신드리아에 있는 것이라고 한다.
샤를르칸
성우 - 모리쿠보 쇼타로 / 김장
신드바드를 따르는 8인장 중 한 명. 까무잡잡한 얼굴에 굉장히 열정적인 성격이다. 신드바드의 부탁을 받아서 알리바바에게 검술을 가르쳐 준다. 검술이야말로 최고라고 생각하고, 마법이 최고라고 생각하는 야무라이하와는 견원지간이다.
피스티
성우 - 오오쿠보 루미 / 정혜옥
신드바드를 따르는 8인장 중 한 명. 마치 피터팬을 연상시킨다. 굉장히 활발하고 태평한 성격의 소유자.
스파르토스
성우 - 하타노 와타루 / 신용우
신드바드를 따르는 8인장 중 한 명. 중세 유럽의 기사를 생각나게 하며, 기사도를 중요시 여기는 듯 하다. 8인장 중에서 제일 조용하고 고지식한 성격의 소유자이다.
드래곤(애니메이션에선 드라콘)
성우 - 스기타 토모카즈 /홍범기
신드바드를 따르는 8인장 중 한 명. 한때는 인간이었으나 권속의 힘으로 바알과의 동화능력을 써 원래모습으로 돌아오지못해 용의 모습을 한 상태가 되었다. 생긴 외모와는 달리 굉장히 아름다운 아내가 있다.말을 잘 하지는 않는다.
히나호호
성우 - 후지와라 케이지 / 현경수
신드바드를 따르는 8인장 중 한 명. 북쪽 지방에서 온 듯 하며, 8인장 중 덩치가 제일 크다. 굉장히 호탕하고 유쾌한 성격의 소유자이다.

### 대성모
악티아 근해에서 활보하는, 외형상 해적 집단인 듯 하나, 실제로는 오갈데 없는 아이들을 데려다 돌봐주는 고아원의 성격도 겸한다.
대성모(옴 마도라)
성우 - 히사카와 아야
대성모 조직의 총수. 주 무기는 마법도구로 최면을 건다.
오르바
성우 - 신도 케이
대성모 선봉대의 대장. 오른손에 갈고리가 부착되어 있다.

### 무스타심 왕국
매그노슈탓트로 인해 멸망한 나라

#### 매그노슈탓트
쿠데타로 무스타심 왕국을 붕괴시키고 새로 세운 나라. 마법이 고도로 발달해 오직 마법 도구로 각종 생산 활동이 가능하다.
모가메트 학장
매그노슈탓트 최고권위의 학장, 비마법사를 "고이"라 부르면서 마도사와 비마도사의 차별제를 실시하고 있다. 초창기는 차별도 없었고 순수히 인류를 돕고 싶어하는 열정적인 마법사였지만, 변모한 인간들에게 회의감을 느껴 변해버리고 말았다. 이스난과의 연구로 검은 진을 개발한 장본인이다. 뢰엠제국과의 전쟁만으로도 문제인데 황 제국까지 배후를 공략하자 분노한 나머지 검은진을 세상에 풀어놓고 만다.
티토스 알렉키우스
성우 - 마츠오카 요시츠구
12기 수료생. 마지막 시기인 12기에 들어왔음에도 불구하고, 수석일거라 확신하던 알라딘을 제치고 수석을 차지한 천재마법사이다. 그 정체는 셰헤라자드의 분신으로 14년간 땅속에서 자란 마법생명체이다. 하지만, 마법생명체이기에 수명이 얼마되지 않아 본인이 곧 죽을 거란 생각에 혼란스러워한다. 분노한 모가멧트를 잠재우기 위해 목숨을 담보로 자신몸의 루프를 개방하여 모가메트를 저지하지만, 마고이를 제3자에 의해 흡수당해 알마트란과의 경계를 여는 역할을 하고 만다.
마이야즈
알라딘을 포함한 초보 마도사들의 교관.

### 뢰엠 제국
서방에 위치한 로마 제국 풍의 나라. 황 제국처럼 대국이다. 과학 기술의 개발에 주력하기 때문에 마법은 그다지 사용하지 않다시피 한다. 던전 공략자도 겨우 3명 정도.
세헤라자드
뢰엠 제국의 최고 사제이며 마기이다.
무 알렉키우스
뢰엠 제국의 파나리스군단의 대장. 세헤라자드를 따른다.
뮤론 알렉키우스
뢰엠 제국의 파나리스군단. 무 알렉키우스의 여동생이다. 세헤라자드를 따른다.

### 고대 인물
일라
알마트란의 창조주.
솔로몬 왕
진과 미궁을 창조한 고대 알마트란의 왕. 알라딘의 아버지
시바
알마트란에서 세번째로 강한마기. 솔로몬을 만나고 성격이 달라지고 결국 둘은 결혼하게 된다. 한때 시바 = 연옥염이라는 떡밥이 뿌려지기도 했으나 최근 그 떡밥에 대한 회수가 완료되었다. 주능력은 보르그를 형상화시켜 공격이나 강한 방어막을 형성한다. 처음 왔을 땐 아르바와 사이가 좋지 않았지만 이런저런 얘기를 하다보니 좋아지게 된다. 알라딘의 어머니.
아르바
알마트란의 마기이자 솔로몬의 시종. 솔로몬을 좋아하긴하지만 시바에게 양보해준다. 어딘가모르게 수상해보이는 점이 한둘이 아니다. 아르바=연 옥염
우고
처음에 나온 알라딘의 피리에 있던 '진'이자 알마트란에서 두뇌파를 담당하고 마법을 연구해서 모두에게 알려주는 담당인 마기. 솔로몬을 잘따른다.